# Bukit Lada
Bukit Lada är en kulle i Indonesien.   Den ligger i provinsen Aceh, i den västra delen av landet, 1 600 km nordväst om huvudstaden Jakarta. Toppen på Bukit Lada är 201 meter över havet.
Terrängen runt Bukit Lada är huvudsakligen platt.Runt Bukit Lada är det ganska glesbefolkat, med 47 invånare per kvadratkilometer. I omgivningarna runt Bukit Lada växer i huvudsak städsegrön lövskog.